# Jordan Gospodinow
Jordan Gospodinow Kolew (ur. 12 czerwca 1978 w Sliwenie), bułgarski piłkarz, występujący na pozycji bramkarza.
Piłkarską karierę zaczynał w barwach Neftochimika Burgas, gdzie występował do 2004 roku, nawet po odejściu z klubu głównego sponsora Christo Portoczanowa i zmianie nazwy na Nafteks. Przygodę w Neftochimiku rozpoczął w momencie, w którym klub przeżywał najlepsze dni w swojej historii - w sezonie 1996–1997 wywalczył wicemistrzostwo kraju oraz Puchar Bułgarii. Gospodinow w ciągu siedmiu lat gry w Burgasie dotarł do finału Pucharu oraz zajął IV miejsce w lidze w rozgrywkach 1999–2000. W 2004 roku odszedł do Liteksu Łowecz, jednak przegrał rywalizację o miejsce w pierwszym składzie z Witomirem Wutowem. W rundzie wiosennej sezonu 2005–2006 wyjechał na wypożyczenie do greckiego drugoligowca Panserraikosu FC. Po powrocie do Łoweczu znów był tylko rezerwowym.
Od 2007 do 2010 roku grał w Slawii Sofia. W 2010 roku grał też w Lokomotiwie Mezdra, a w sezonie 2010/2011 - w Kaliakrze Kawarna. W 2011 roku został zawodnikiem rumuńskiej Concordii Chiajna.
W reprezentacji Bułgarii zadebiutował 18 sierpnia 1999 roku w towarzyskim meczu z Ukrainą za selekcjonerskiej kadencji swojego dawnego trenera z Neftochimika Dimityra Dimitrowa. W kadrze zagrał jeszcze trzykrotnie, ostatni raz w 2002 roku.

## Sukcesy piłkarskie
- finał Pucharu Bułgarii 2000 i IV miejsce w lidze w sezonie 1999–2000 z Neftochimikiem Burgas